# Луї Аліо
Луї Аліо (фр. Louis Aliot; нар. 4 вересня 1969, Тулуза, Франція) — французький політичний діяч та адвокат, юрист по професії. Член з 1990 року Національного об'єднання (ФН), який з тих пір став Національною асамблеєю (РН), займав різні керівні посади (генеральний секретар з 2005 по 2010 рік, віце-президент з 2011 по 2018 рік, член Національного бюро з 2018 року). 
З 2009 по 2019 рік він також був компаньйоном Марін Ле Пен, чиє сходження в ФН в 2000-х роках підтримував. Він був Регіональним радником на Півдні-Піренеїв з 1998 по 2010 рік і Лангедока-Руссільйона з 2010 по 2015 рік. 
У 2014 році він був обраний депутатом Європарламенту, а потім — депутатом 2-го виборчого округу Східу Піренеїв.
Очолюючи список в четвертий раз поспіль на Муніципальних виборах 2020 року в Перпіньяні, він виграв другий раунд з 53% голосів проти залишає свій пост мера Жан-Марка Пужоля. 
Він став єдиним мером міста з населенням понад 100000 жителів і другим у своїй партії, який отримав цей статус після Жан-Марі Ле Шевальє в Тулоні в 1995 році.